# Фон Карман (місячний кратер)
Фон Ка́рман (лат. Von Kármán) — гігантський стародавній метеоритний кратер у південній півкулі зворотного боку Місяця. Назву присвоєно на честь американського інженера і фізика угорського походження, фахівця в галузі аеродинаміки та аеронавтики Теодора фон Кармана (1881—1963); й затверджено Міжнародним астрономічним союзом у 1970 році. Утворення кратера відбулося у донектарському періоді.

## Опис кратера

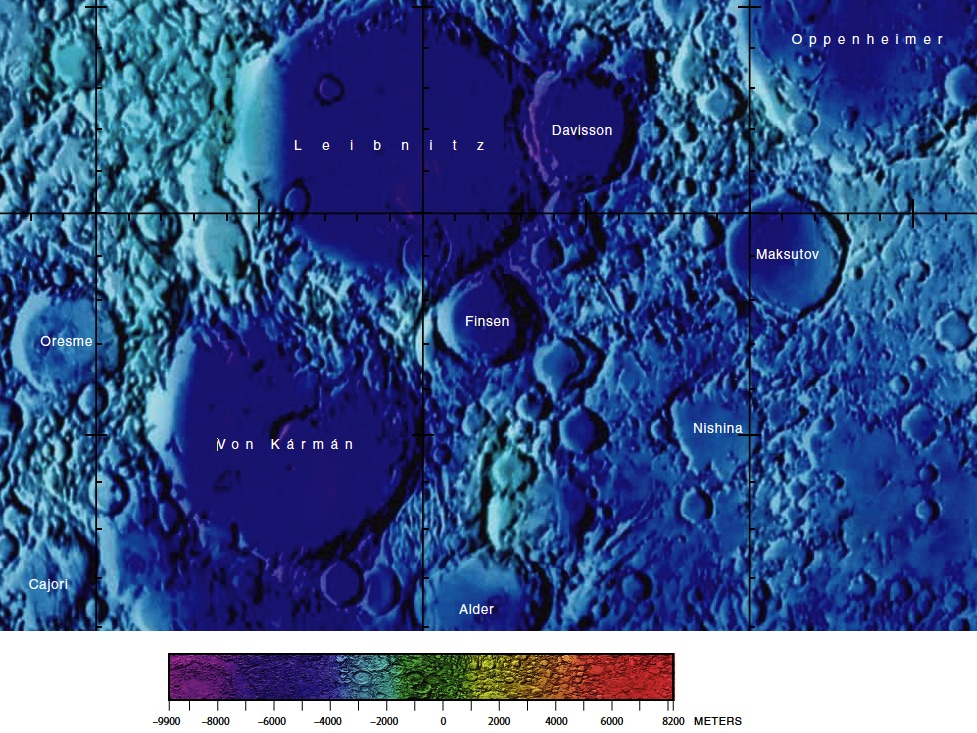
Околиці кратера Фон Карман. Фрагмент мапи зворотного боку Місяця.

Найближчими сусідами кратера є кратер Орем на північному заході; кратер Лейбніц на півночі; кратер Фінсен на північному сході; кратер Альдер на південному сході; кратери Бойль і Гесс на півдні і кратер Кеджорі на південному заході. Селенографічні координати центру кратера 44°27′ пд. ш. 176°15′ сх. д. / 44.45° пд. ш. 176.25° сх. д., діаметр 186,4 км, глибина 3 км.
Кратер Фон Карман має форму, близьку до круглої та зазнав значних руйнувань; північну частину кратера перекриває вал і породи викинуті при утворенні кратера Лейбніц. Вал згладжений і перекривається безліччю кратерів різних розмірів. До південно-східної частини валу прилягає сателітний кратер Фон Карман L (див. нижче), що має форму вісімки. Висота валу над навколишньою місцевістю сягає 1870 м. Дно чаші затоплене базальтовою лавою, плоске (за виключенням пересіченої північної частини) має альбедо нижче, ніж навколишня місцевість. У центрі чаші розташований масивний центральний пік, якому 4 лютого 2019 року Міжнародний астрономічний союз дав назву Mons Tai на честь гори Тайшань.

## Дослідження
3 січня 2019 року вперше на зворотному боці Місяця, у кратері Фон Карман, здійснила посадку китайська АМС «Чан'е-4» з місяцеходом «Юйту-2». Станом на 2022 рік «Юйту-2» продовжував дослідження, встановивши рекорд з тривалості роботи серед місяцеходів, подолавши по поверхні Місяця понад 1 км та зробивши багато цікавих знахідок.

## Сателітні кратери
| Фон Карман | Координати                                                  | Діаметр, км |
| ---------- | ----------------------------------------------------------- | ----------- |
| L          | 47°50′ пд. ш. 177°54′ сх. д. / 47.83° пд. ш. 177.9° сх. д.  | 28,8        |
| M          | 49°26′ пд. ш. 174°57′ сх. д. / 49.44° пд. ш. 174.95° сх. д. | 219         |
| R          | 46°02′ пд. ш. 170°47′ сх. д. / 46.03° пд. ш. 170.78° сх. д. | 25,8        |

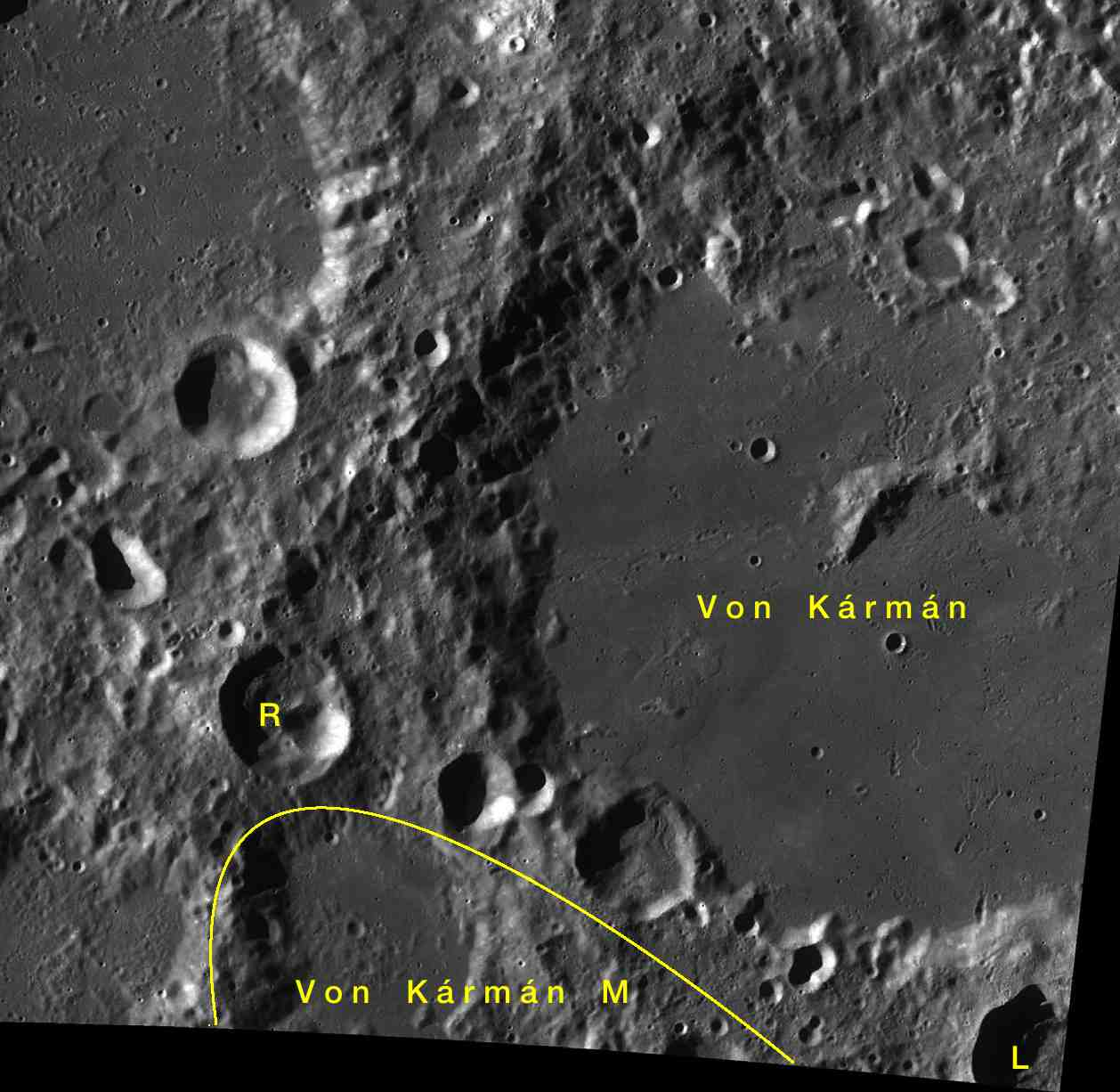
Фрагмент мапи LAC-119.

- Утворення сателітного кратера Фон Карман M відбулось у донектарському періоді[5].